# 베이탕구

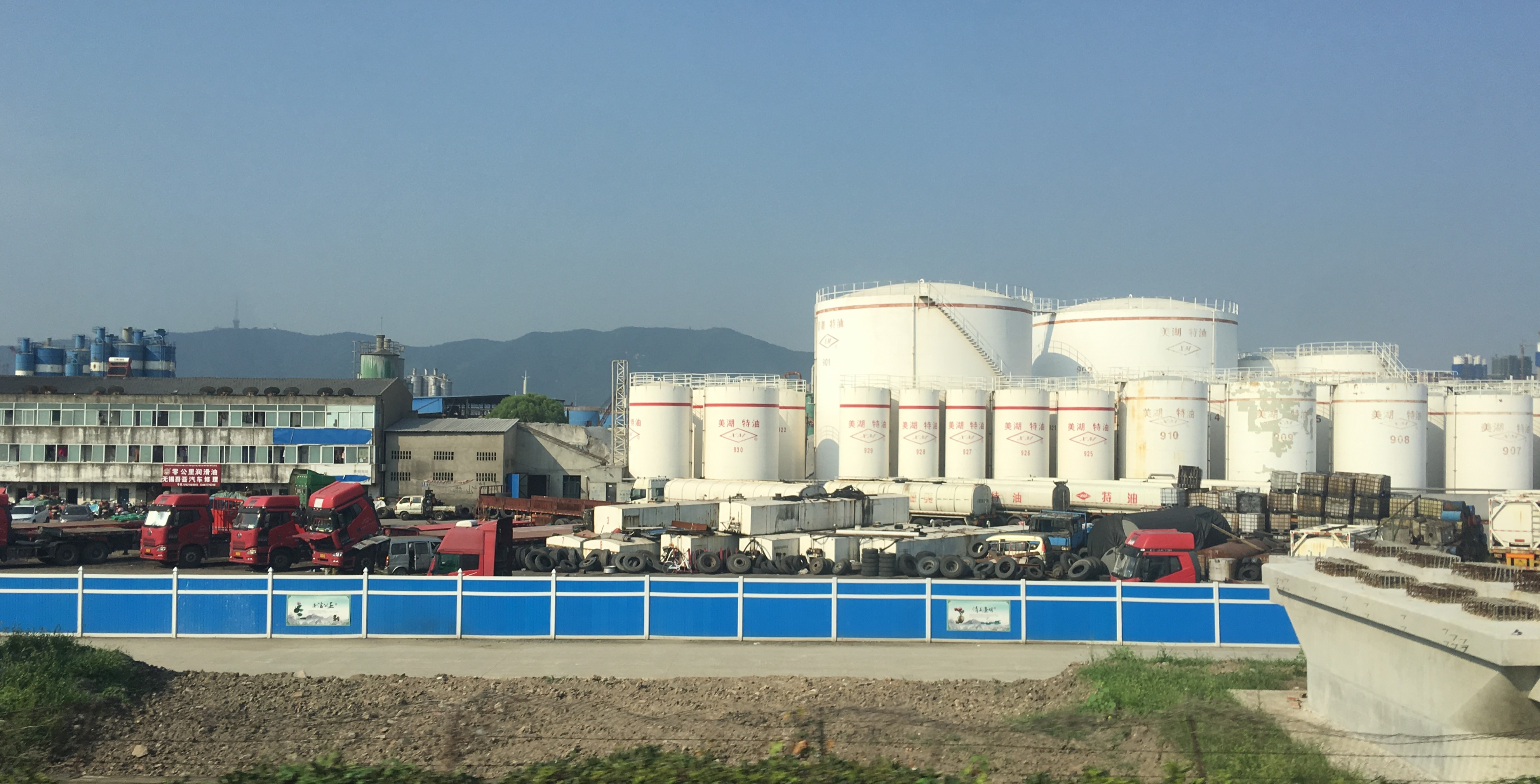

베이탕구(한국어: 북당구, 중국어: 北塘区, 병음: Běitáng Qū)는 중화인민공화국 장쑤성 우시 시의 행정구역이다. 넓이는 31km2이고, 인구는 2007년 기준으로 260,000명이다.

## 행정 구역
5개 가도를 관할한다.
- 가도: 惠山街道, 北大街街道, 黄巷街道, 山北街道, 五河街道.